# Lupimanso
Ruy Lupi Manso (Lupimanso) (Lourenço Marques, 30 de abril de 1921 – Lisboa, 20 de janeiro de 2000) foi um pintor português Foi um dos pioneiros da Banda desenhada portuguesa, tendo deixado trabalhos em jornais como O Mosquito.

## Biografia

### Nascimento
Nasceu em 1921, na cidade de Lourenço Marques, na colónia portuguesa de Moçambique.

### Carreira
Trabalhou para a indústria publicitária em Lisboa e em Madrid, e depois iniciou uma carreira na serigrafia com o seu amigo, o pintor António Inverno, que foi responsável por todas as edições em serigrafia das suas obras. Como artista plástico, ficou conhecido pelas suas obras em pintura a óleo, tendo igualmente pintado em aguarela. Os seus principais motivos eram cenas das regiões de Lisboa e do Alentejo, tendo algumas das suas obras mais destacadas sido A Janela, Cacilheiro, Baía de Cascais, Vila Viçosa e Casa do Menino de Deus. Além da sua extensa obra em serigrafia, teve mais de vinte quadros expostos em várias galerias de Lisboa.
Também foi um artista de banda desenhada, sendo considerado um dos pioneiros desta arte em Portugal. Foi o autor de desenhos para vários jornais, nomeadamente O Mosquito e O Papagaio.

### Falecimento e homenagens
Faleceu em 20 de Janeiro de 2000, em Lisboa.
Ruy Manso foi homenageado durante a sessão de Dezembro de 1987 da Tertúlia de Banda Desenhada de Lisboa.